# 隙鬼間
隙鬼間（すきま）は、携帯電話向けのホラーテキストアドベンチャーゲーム及びシリーズ名。

## 概要
株式会社セガが運営・提供する携帯サイト、★ぷよぷよ！セガアプリのコンテンツの一つ。
Docomo、Au、Softbank対応。2011年7月にAndroid版が配信。
正式タイトルは「隙鬼間－放課後のウワサ－」。
他人の過去を追体験できる『スキマ』に入り込んで怪事件の謎を解き明かすホラーアドベンチャー。
上下巻構成で第壱話〜第伍話が上巻、第六話〜第十話が下巻となり、下巻は4種類のエンドと2種類のバッドエンドに分かれたマルチエンディングとなっている。1つのアプリ内でデータを入れ替える方式で、下巻から開始することはできない。アプリの起動時に月額登録確認が行われ、初回の認証を行った月の翌月1日になると下巻データがダウンロードできる。Android版ではこの制限がなく、上下巻が1つのセットとなっている。
続編の「隙鬼間の蟲」「隙鬼間の傀儡」、また特設サイトで閲覧できる後日談「隙鬼間の日陰」が配信されている。

## あらすじ
高校に入学したばかりの草薙なぎさは、いわれの無い濡れ衣を着せられ窮地に陥ったところを鳴神鏡也に助けられる。彼の所属する「世界隙間研究部」へ入部したなぎさは、学校周辺で巻き起こる怪奇事件の噂を集めることになった。その途中で失踪した少女を探す人物と出会い、唯一の手がかりであるわら人形が写ったメール写真を見せてもらう。すると鏡也は「その写真を撮影した場所に行けば、スキマに入ることができる」と言った。『スキマ』―それはなぎさを窮地から救い、怪事件の真相を知る手がかりとなる力だった。

## 登場人物

### 主な登場人物
草薙なぎさ（くさなぎなぎさ）
主人公。桜ヶ丘高校1年生。中学時代は陸上、バスケ、水泳など、ほとんどの競技で入賞しスポーツ万能ぶりを発揮したが、高校では運動部に入らないと決め、文化部に入って女の子らしい高校生活をエンジョイしたいと考えている。スキマに入ることができる強い「生きる意志」の持ち主。
鳴神鏡也（なるかみきょうや）
世界隙間研究部部長。やや古めかしい口調で話す高校2年生。口癖は「面白い」。
廃部になっていた新聞部を復活させて世界隙間研究部に名を変え、町の怖い噂や怪奇現象を調べている。なぎさの第一印象は「超美形だけど変な人」。一人暮らしで毎日弁当を持参している。その味は環曰く金が取れるレベル。行方不明の両親と姉を探している。
八面環（やつらたまき）
なぎさのクラスメイト。目つきの悪い年中反抗期のような少年。中学３年の頃から鏡也の元で部の活動を手伝っていたが、現在は距離を置いている。喧嘩っ早く口が悪いが内心は鏡也のことを案じている。時々人が変わったような行動を取ることがある。
仲野加奈（なかのかな）
なぎさの中学時代からの親友。なぎさを「なぎなぎ」、鏡也を「鏡也様」と呼ぶ。元気印の明るい子。
色々なバイトを掛け持ちしており町の噂に詳しい。入手した噂をなぎさに提供してくれる。
ハロゲン
本名は原元隆（はらもとたかし）。なぎさのクラスの担任で嫌味な性格。わざと学校中に聞こえるような大声で、何度も同じことを叱りつける「公開処刑」を行うため、多くの生徒から嫌われている。
如聞（じょもん）
金髪長髪の僧侶らしくない風貌の青年僧侶。女性を見るとナンパせずにはいられない性格。
職業柄、怪奇現象が関わる事件によく駆り出されるが、本人曰く効率を重視して鏡也に事件を持ってくることが多い。その立場を利用して逆に鏡也にこき使われている。
有耶無耶道人（うやむやどうじん）
旭町を徘徊するホームレスの老人。世捨て人のように達観しているが、なぎさを見て知り合いに似ていると呟くなど、謎めいた行動を取ることが多い。
加々美映（かがみあきら）
下巻から登場。旭町に勤務する刑事。キャリアウーマン風のデキる女。唯一鏡也を困らせる人物となぎさに評されている。続編に登場する。

### その他の人物
松崎景子（まつざきけいこ）
二年生、ハンドボール部。なぎさが最初にスキマに入った人物。
美川（よしかわ）、寺田（てらだ）、女鹿沢（めかざわ）
クラスメイト男子三人組。怖い噂を拾ってきては互いに怖がらせようとしている。
田中、鈴木、山田
クラスメイト女子三人組。ゴシップ系の話やおまじないなどの話をよくしている。
土田綾子（つちだあやこ）
行方不明になった友達を探している少女。
上野美由紀（うえのみゆき）
行方不明になった少女。綾子にわら人形の写った写真メールを送る。
やまもとみつる
赤い部屋に閉じ込められた少年。
ハイマン
目隠し鬼というおまじないの実況中継をネットにアップした人物。
犬神様
近所の者から恐れられている男性。ドーベルマンとチワワを飼っている。
マッキー
如聞の知り合いでよく街角でナンパをしている。

## 用語
スキマ
過去に起こった出来事を他人に追体験させることができる空間。鏡也は便宜上この力を「セカイのスキマに入る力」と呼んでいる。鏡也一人では使うことができず、スキマに入る人間と、四つの条件「名前」「日時」「場所」「持ち物」を揃える必要がある。
スキマに入るとその人物の見た光景や感覚を共有することができる。それにより、当時の状況や事件の真相、別の行動をしていれば起こった結果を見ることができる。ただし、どれだけ結果を変えても過去は変えられない。スキマに入っている時間は現実ではほんの数十秒しか経過しない。
噂
学校内や町の探索で聞くことができる怪奇や怪談の話。特定の噂を入手することが事件発生の鍵となる場合がある。収集した噂は「噂ファイル」で見返すことができる。また、集めた数によってウェブサイト上で閲覧できる「イベント画廊」の内容に変化が生じる。

## システム
プロローグは4月9日から開始する。1週間ごとに大体1つの事件が発生し、解決すると翌週となる。
日常パート
日中は休み時間に教室内で男子グループ、女子グループ、加奈の中から1つ選んで噂話を聞く。
放課後は町へ繰り出しマップ上の行き先を選んで移動するとイベントが発生する。噂を入手することもあれば全く関係ない日常イベントも発生する。全ての噂を入手するにはゲームを何周かする必要がある。
事件パート
特定の噂を入手すると移行する。事件パートの間は日常パートが発生しない。怪奇事件の真相を突き止めるために奔走し、その過程でスキマに入って情報を得ることになる。
スキマ
主に事件パート内で発生。スキマに入ると画面いっぱいに文字が表示されるサウンドノベル形式となる（通常はテキストウィンドウ内に表示）。選択肢で失敗してもゲームオーバーになることはない。一度見たスキマは「しおり」に保存される。

## スタッフ
キャラクターデザイン：睦月ムンク